# Zoerle-Parwijs
Zoerle-Parwijs is een dorp in de Belgische provincie Antwerpen en een deelgemeente van Westerlo. Zoerle-Parwijs was een zelfstandige gemeente tot aan de gemeentelijke herindeling van 1971.

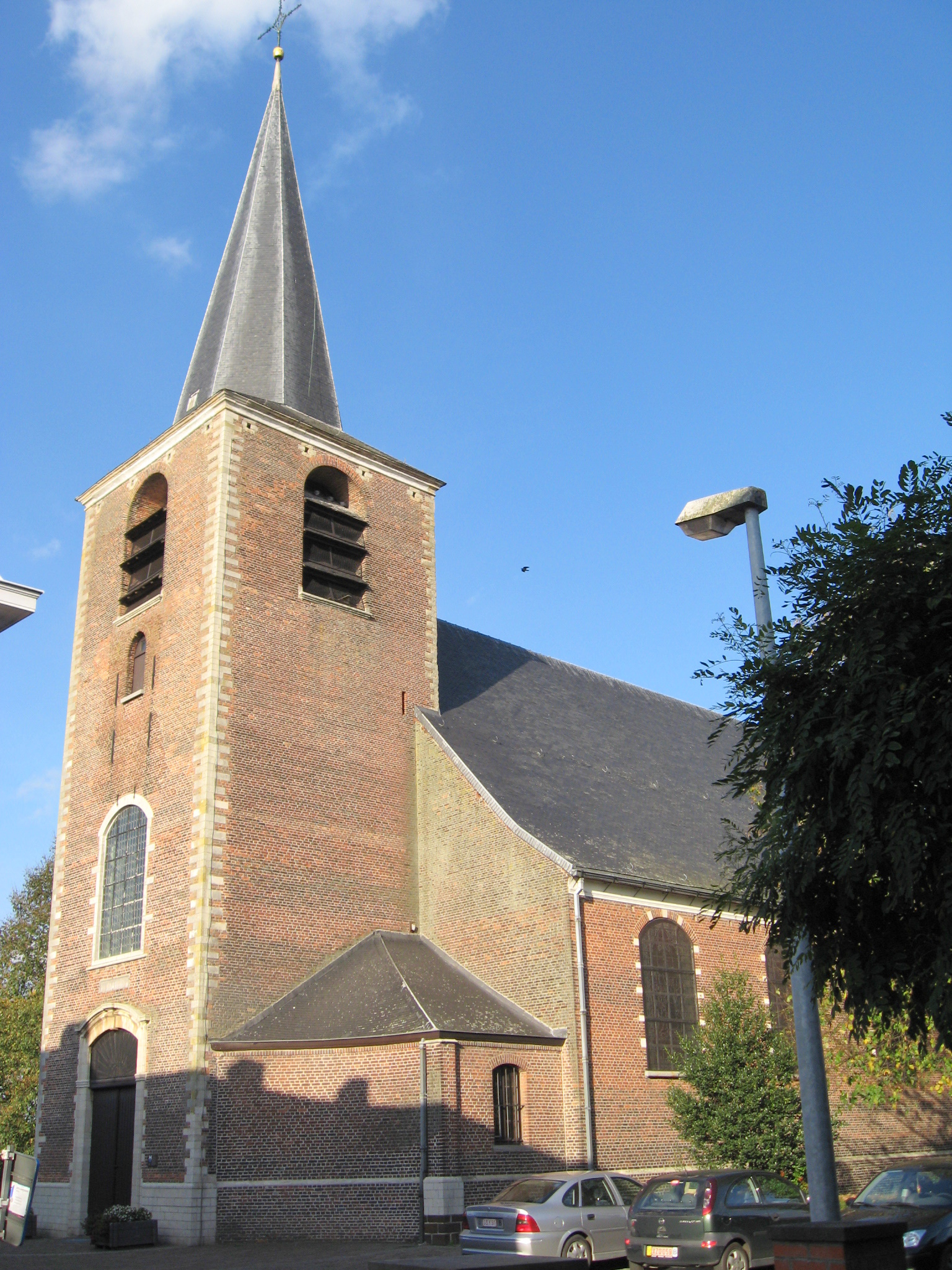
Sint-Niklaaskerk

## Geschiedenis
Reeds op de "Tiendkaart van Hulshout" (daterend van 1638) werd Zoerle-Parwijs als "Soerle" vermeld.
De toevoeging Parwijs refereert aan de heer van Parwijs. Men denke hierbij aan Perwez, een gemeente in Waals-Brabant, vlak bij Geldenaken. Soerle kwam nameijk, door belening, onder het gezag van de heer van Perwez en vandaar de toevoeging Perwez of Parwijs achter de naam Soerle.
Zoerle-Parwijs behoorde tot het Land van Geel en was achtereenvolgens in bezit van de families Berthout (vóór 1155-1366), van Hoorne (Perwez) (1366-1484), de Merode (1484-1601), van Wittem-van den Berg (1601-1640), van Lorreinen (1640-1761) en de Rohan (1761-1795).
Op de Ferrariskaart uit de jaren 1770 is de plaats weergegeven als het dorp Soerleperwys.
In 1755 en 1866 vonden er dorpsbranden plaats. 
Zoerle-Parwijs was een zelfstandige gemeente die binnen het grondgebied van Westerlo een enclave vormde, tot einde 1970 toen het samen met Tongerlo deel werd van Westerlo.

## Bezienswaardigheden
- De Sint-Niklaaskerk
- De Zandkapel

## Natuur en landschap
Zoerle-Parwijs ligt in de Zuiderkempen. De hoogte bedraagt 12-15 meter. In het zuiden stroomt de Grote Nete. Natuurgebieden zijn de Beeltjens en de Kwarekken.

## Demografische ontwikkeling
- Bronnen:NIS, Opm:1806 tot en met 1970=volkstellingen

## Bekende inwoners van Zoerle-Parwijs
- Davy Gilles , acteur en zanger

## Geboren in Zoerle-Parwijs
- Jacques-Nicolas Lemmens (1823-1881), componist, organist en muziekpedagoog (Lemmensinstituut).

## Politiek

### Geschiedenis

#### Lijst van burgemeesters
| Tijdspanne | Tijdspanne  | Burgemeester                                        |
| ---------- | ----------- | --------------------------------------------------- |
|            | 1800 - 1814 | François Xavier Geerts                              |
|            | 1815 - 1818 | Jacobus Norbertus Verborghstadt                     |
|            | 1818 - 1837 | Joannes Franciscus Bellens                          |
|            | 1837 - 1855 | Petrus Josephus Verbist                             |
|            | 1855 - 1861 | Joannes Josephus Emmanuel Verlinden                 |
|            | 1861 - 1863 | Maximilianus Eugenius Tubbax                        |
|            | 1863 - 1865 | Augustinus Josephus Verbist                         |
|            | 1865 - 1890 | Karel Frans Verbist                                 |
|            | 1891 - 1911 | Albert Walter Draulans                              |
|            | 1911 - 1921 | Jan Frans Vloeberghs                                |
|            | 1921 - 1926 | August Luyten                                       |
|            | 1927 - 1941 | Theophiel Van Wesemael                              |
|            | 1941 - 1944 | Jozef Lodewijk Valgaeren (oorlogsburgemeester, VNV) |
|            | 1944 - 1946 | Theophiel Van Wesemael                              |
|            | 1947 - 1970 | Georges Van Haesendonck                             |

## Nabijgelegen kernen
Westerlo, Hulshout, Voortkapel, Heultje, Herselt, Tongerlo
Deelgemeenten: Oevel · Tongerlo · Westerlo · Zoerle-Parwijs

Overige plaatsen: Heultje · Oosterwijk · Voortkapel · Westerlo

Belgische gemeenten · Arrondissement Turnhout · Antwerpen · Vlaanderen